# Zastava Automobili
Zastava Automobili (en serbio cirílico: Застава Аутомобили) fue una empresa automovilística serbia radicada en la ciudad de Kragujevac. Comenzó la fabricación de automóviles en 1953 produciendo modelos bajo licencia Fiat. Su principal mercado era Europa del Este. En los años 1970 incrementó su producción fabricando modelos de diseño propio y comenzó su exportación comercializándolos bajo la marca Yugo.
En noviembre de 2008 Zastava Automobili cesó en la producción de automóviles. Los activos de Zastava Kragujevac, la mayor fábrica de Zastava, fueron adquiridos por Fiat Automobili Srbija y en 2012, tras una importante remodelación, comenzó a fabricar modelos del Grupo Fiat.

## Historia

### Inicios
Inicialmente como sociedad dedicada a la fabricación de armas, en la década de 1930 la empresa comenzó la producción de camiones diseñados por Ford Motor Company para el ejército yugoslavo. Con la llegada de la Segunda Guerra Mundial la producción de vehículos se paralizó en 1941. Después de la guerra, a comienzos de los años cincuenta, Zastava comenzó a producir algunos automóviles Jeep bajo licencia de Willys-Overland Motors pero el acuerdo finalizó y la producción se detuvo.

### Los automóviles
En 1953 se funda Zastava Automobili para suministrar automóviles al mercado interior yugoslavo. Los primeros modelos de turismos se produjeron en agosto de 1953, utilizando diseños licenciados por el grupo industrial italiano Fiat. Eran variantes de los Fiat 1400 y 1900. Después vendrían versiones propias del Fiat 600 como el Zastava 750. En los años sesenta Zastava fabricó nuevos modelos basados en diseños Fiat como los 1100, 1300, 1500 y 125.
El 18 de junio de 1968 se funda Zastava Kamioni para el desarrollo y fabricación de vehículos comerciales e industriales.
En 1971 Zastava fabrica uno de sus modelos más exitosos, el Zastava 128. Basado en el Fiat 128 y en 1974 aparece una versión exclusiva de Zastava con la parte trasera rediseñada,  como un hatchback, una versión insólita en Italia. Algunos de los modelos producidos por Zastava son exportados a Italia y comercializados con la marca Innocenti.

### Yugo
A principios de los 80 se lanza el modelo Zastava Yugo. Un modelo de diseño propio de la categoría compacta basado en la plataforma recortada del 128. La marca Zastava comienza, con el nombre Yugo, a exportar automóviles compactos a Europa Occidental, América del Norte y América del Sur.
En los años 80 se comienzan a fabricar camiones bajo licencia Iveco.
En 1988 comienza la producción de otro modelo propio, aunque con elementos Fiat. El Yugo Florida un compacto de la categoría de los Volkswagen Golf, Ford Escort, Renault 11 o Lada Samara que en el mercado británico recibiría el nombre de Yugo Sana. Este modelo estaba desarrollado sobre la plataforma del Fiat Tipo y adoptaba inicialmente su mecánica. 
En 1989, la empresa marca sus máximos históricos de producción y exportación.

### Años 90
El declive de Zastava Automobili comenzó a partir de 1991 con la guerra civil yugoslava.
En 1991, debido a la inestable situación interna y a que algunos proveedores de la empresa dejaron de servir piezas, ya que se encontraban en Croacia o Eslovenia (independizadas ese año) la producción bajó y las ventas fueron sólo de 3.981 coches.
Con el apogeo del conflicto bélico en 1995, y las sanciones económicas durante la era Milosevic, unida a los bombardeos de la OTAN de 1999 que causaron graves daños en la factoría de Kragujevac, la compañía sufrió un grave retroceso.
En el Salón del Automóvil de Belgrado de 2002 se presenta un nuevo proyecto de sedán desarrollado por Zastava. Sin embargo el proyecto no llega a materializarse.
En septiembre de 2005, la compañía había firmado un nuevo acuerdo con el Grupo Fiat, y bajo el nombre de Zastava 10 la fábrica comenzó a producir una versión del Fiat Punto de 2003 para los Balcanes. Se programó para hacer hasta 16.000 coches anualmente.

### Fin de la producción de automóviles
En noviembre de 2008 la propiedad de la planta de Kragujevac pasa a manos de Fiat Automobili Srbija, joint venture entre Fiat Group Automobiles y el Gobierno de Serbia. Zastava Automobili abandona definitivamente la fabricación de automóviles.
En 2008 se llegó a un principio de acuerdo de compra con el Grupo Fiat, que garantizaría la permanencia de la fábrica.
El 21 de noviembre de 2008 Zastava Automobili fabricó su último automóvil.
En 2007 empleaba a 4.000 trabajadores y producía 11.000 automóviles.
"Zastava elektro" es privatizada y desde el 12 de abril de 2010 opera como una filial del grupo Yura.
En octubre de 2012 las autoridades serbias dieron a conocer que la empresa, aún activa, era uno de sus mayores deudores debiendo más 4.5 millones de dinares al estado.
A los trabajadores despedidos de Zastava Automobili el gobierno de Serbia les ofreció formar parte de un programa social específico así como compensaciones mensuales de 20.000 dinares durante dos años con el requisito de recibir formación para, preferentemente, pasar en el futuro a formar parte de Fiat Automobili Srbija o alguno de sus proveedores.
En mayo de 2012 se anunció que Zastava Impro, una filial todavía en manos de Zastava Automobili dedicada a la fabricación de remolques para automóviles con 300 trabajadores e ingresos de 5 millones de euros en 2011, abrió una nueva planta tras una inversión de 1,25 millones de euros.

## Modelos
- Zastava 10
- Zastava Florida
- Zastava 101
- Zastava 1300/1500
- Zastava 615
- Zastava 750
- Zastava New Rival
- Zastava ZK101
- Zastava Skala
- Zastava Koral
  - Yugo 45
  - Yugo 55
  - Yugo 60
  - Yugo GV
  - Yugo 65
  - Yugo Cabrio
  - Yugo Ciao
  - Yugo Tempo

## Fábricas
Zastava Automobili contó a lo largo de su historia con diferentes fábricas, siendo la mayor y más emblemática la de Zastava Kragujevac, en la ciudad serbia de Kragujevac.

## Producción
En la siguiente tabla se muestran los datos relativos a la producción de automóviles de Zastava Automobili en el periodo 1955-1990.
| Año  | Unidades producidas |                |
| ---- | ------------------- | -------------- |
| 1955 | 445                 |                |
| 1956 | 424                 |                |
| 1957 | 1935                |                |
| 1958 | 1686                |                |
| 1959 | 3428                |                |
| 1960 | 8191                |                |
| 1961 | 10995               |                |
| 1962 | 10561               |                |
| 1963 | 18912               |                |
| 1964 | 25960               |                |
| 1965 | 26748               |                |
| 1966 | 29022               |                |
| 1967 | 34466               |                |
| 1968 | 49920               |                |
| 1969 | 64346               |                |
| 1970 | 67207               |                |
| 1971 | 79334               | 508            |
| 1972 | 80069               | 14293          |
| 1973 | 96434               | 36163          |
| 1974 | 111553              | 53573          |
| 1975 | 119559              | 59799          |
| 1976 | 128543              | 68632          |
| 1977 | 141904              | 77869          |
| 1978 | 151989              | 82146          |
| 1979 | 157118              | 87112          |
| 1980 | 144466              | Texto de celda |
| 1981 | 149110              | Texto de celda |
| 1982 | 126256              | Texto de celda |
| 1983 | 127306              | Texto de celda |
| 1984 | 138112              | Texto de celda |
| 1985 | 136383              | Texto de celda |
| 1986 | 139891              | Texto de celda |
| 1987 | 168495              | Texto de celda |
| 1988 | 176362              | Texto de celda |
| 1989 | 177359              | Texto de celda |
| 1990 | 153017              | Texto de celda |